# Anna Sibylla von Gemmingen
Anna Sibylla von Gemmingen (* 1594; † Januar 1665) war Meisterin (magistra) des Klosters Urspring.

## Leben
Sie war eine Tochter des fürstlich-augsburgischen Rats Hans Jakob von Gemmingen (1553–1622) und der Barbara von Breitenlandenburg aus der Linie Steinegg der Freiherren von Gemmingen. Die Familienlinie war zu jener Zeit stark verzweigt und der Vater kaum begütert, so dass für Anna Sibylla, wie für viele ihrer Geschwister, nur eine geistliche Laufbahn blieb. Sie trat in das Kloster Urspring ein und legte am 7. Juli 1608 Profeß ab. Sie wurde 1629 zur Priorin gewählt. Am 3. November 1639 wurde sie zur Meisterin gewählt, investiert und vom Abt von St. Georgen bestätigt. Sie führte das Kloster bis 1. Dezember 1664 (Resignation) und verstarb wenige Wochen später im Januar 1665. Sie wurde der Tradition gemäß von den Schultheißen der beiden benachbarten Klosterorte Hausen o.U. und Schmiechen zu Grabe getragen und auf dem Friedhof im Kloster beerdigt.
Anna Sibylla erkrankte in ihrem 47. Lebensjahr 1641 an Brustkrebs (Mammakarzinom). Nachdem sie zuerst Heilung bei einem Bader gesucht hatte, leider erfolglos, wandte sie sich an den Ulmer Stadtarzt und Chirurgen Johannes Scultetus, der sie am 25. Juni 1641 erfolgreich operierte, indem er durch einen klaren Schnitt die Brust entfernte. Die Wunde wurde mit von Scultetus in seinem Bericht ausführlich beschriebenen (Kräuter-)Arzneien geschlossen. Sie überlebte die Operation um 24 Jahre und starb im Alter von 71 Jahren.